# Preussens regenter
 Der er for få eller ingen kildehenvisninger i denne artikel, hvilket er et problem. Du kan hjælpe ved at angive troværdige kilder til de påstande, som fremføres i artiklen.

Preussen var en politisk enhed i Centraleuropa. Fra 1525 til 1701 var det Hertugdømmet Preussen, hvorefter det blev til Kongeriget Preussen, der fortsatte indtil monarkiets afskaffelse i 1918. Ved Tysklands samling 1871 blev den preussiske konge også tysk kejser. Det følgende er en liste over regenter af Preussen.

## Liste
Alle de preussiske regenter var fra Hohenzollern-slægten.

### Hertuger af Preussen
Hertugdømmet Preussen blev grundlagt i 1525, da stormester Albrecht af Den Tyske Orden konverterede til protestantisme og omdannede Den Tyske Ordensstat til et hertugdømme.
| Navn                | Livstid                                      | Regeringstid                         | Noter                                                                               |
| ------------------- | -------------------------------------------- | ------------------------------------ | ----------------------------------------------------------------------------------- |
| Albrecht            | 16. maj 1490 - 20. marts 1568 (77 år)        | 17. maj 1525 - 20. marts 1568        | Omdannede den Tyske Ordensstat til et verdsligt hertugdømme 17. maj 1525.           |
| Albrecht Frederik   | 29. april 1553 - 27. august 1618 (65 år)     | 20. marts 1568 - 27. august 1618     |                                                                                     |
| Johan Sigismund     | 8. november 1572 - 23. december 1619 (47 år) | 28. august 1618 - 23. december 1619  | Også kurfyrste af Brandenburg fra 18. juli 1608.                                    |
| Georg Vilhelm       | 13. november 1595 - 1. december 1640 (45 år) | 23. december 1619 - 1. december 1640 | Også kurfyrste af Brandenburg.                                                      |
| Frederik Vilhelm 1. | 16. februar 1620 - 29. april 1688 (68 år)    | 1. december 1640 - 29. april 1688    | Også kurfyrste af Brandenburg.                                                      |
| Frederik 1.         | 11. juli 1657 - 25. februar 1713 (55 år)     | 29. april 1688 - 18. januar 1701     | Også kurfyrste af Brandenburg. Kronede sig selv "Konge i Preussen" 18. januar 1701. |

### Konger i Preussen
Indtil den første deling af Polen 5. august 1772 var den preussiske konges officielle titel "konge i Preussen", men derefter "konge af Preussen". (Se König von Preußen på tysk Wikipedia).
| Navn                  | Livstid                                   | Regeringstid                       | Noter                                                                               |
| --------------------- | ----------------------------------------- | ---------------------------------- | ----------------------------------------------------------------------------------- |
| Frederik 1.           | 11. juli 1657 - 25. februar 1713 (55 år)  | 18. januar 1701 - 25. februar 1713 | Også kurfyrste af Brandenburg. Kronede sig selv "Konge i Preussen" 18. januar 1701. |
| Frederik Wilhelm 1.   | 14. august 1688 - 31. maj 1740 (51 år)    | 25. februar 1713 - 31. maj 1740    | Også kurfyrste af Brandenburg. Titel var "Konge i Preussen".                        |
| Frederik 2. den Store | 24. januar 1712 - 17. august 1786 (74 år) | 31. maj 1740 - 5. august 1772      | Også kurfyrste af Brandenburg. Titel var "Konge i Preussen" indtil 5. august 1772.  |

### Konger af Preussen
Da det Tyske Kejserrige blev dannet i 1871 fik den preussiske konge også titlen "tysk kejser", hvor den preussiske konge automatisk blev kejser.
| Navn                  | Livstid                                        | Regeringstid                        | Noter                                                                              |
| --------------------- | ---------------------------------------------- | ----------------------------------- | ---------------------------------------------------------------------------------- |
| Frederik 2. den Store | 24. januar 1712 - 17. august 1786 (74 år)      | 5. august 1772 - 17. august 1786    | Også kurfyrste af Brandenburg. Titel var "Konge i Preussen" indtil 5. august 1772. |
| Frederik Wilhelm 2.   | 25. september 1744 - 16. november 1797 (53 år) | 17. august 1786 - 16. november 1797 | Også kurfyrste af Brandenburg.                                                     |
| Frederik Wilhelm 3.   | 3. august 1770 - 7. juni 1840 (69 år)          | 16. november 1797 - 7. juni 1840    | Også kurfyrste af Brandenburg indtil 6. august 1806.                               |
| Frederik Wilhelm 4.   | 15. oktober 1795 - 2. januar 1861 (65 år)      | 7. juni 1840 - 2. januar 1861       |                                                                                    |
| Wilhelm 1.            | 22. marts 1797 - 9. marts 1888 (90 år)         | 2. januar 1861 - 9. marts 1888      | Også tysk kejser fra 18. januar 1871.                                              |
| Frederik 3.           | 18. oktober 1831 - 15. juni 1888 (56 år)       | 9. marts 1888 - 15. juni 1888       | Også tysk kejser.                                                                  |
| Wilhelm 2.            | 27. januar 1859 - 4. juni 1941 (82 år)         | 15. juni 1888 - 9. november 1918    | Også tysk kejser.                                                                  |